# Бах, Майкл
Майкл Ричардсон Бах (англ. Michael Richardson Bach; род. 25 июля 1960, Статен-Айленд, Нью-Йорк) — американский гребец, выступавший за сборную США по академической гребле в первой половине 1980-х годов. Серебряный призёр летних Олимпийских игр в Лос-Анджелесе, победитель и призёр многих регат национального значения.

## Биография
Майкл Бах родился 25 июля 1960 года в боро Статен-Айленд, Нью-Йорк.
Занимался академической греблей во время учёбы в Корнеллском университете, состоял в местной гребной команде, неоднократно принимал участие в различных студенческих регатах, в частности дважды побеждал на регатах Межуниверситетской гребной ассоциации, был вторым на Регате Цинциннати, стартовал на Королевской регате Хенли. Окончил университет в 1982 году, получив учёную степень в области инженерной механики.
Дебютировал в гребле на взрослом международном уровне в сезоне 1983 года, когда вошёл в основной состав американской национальной сборной и выступил на чемпионате мира в Дуйсбурге, где занял шестое место в зачёте распашных четвёрок без рулевого.
Благодаря череде удачных выступлений удостоился права защищать честь страны на домашних летних Олимпийских играх 1984 года в Лос-Анджелесе. В программе распашных рулевых четвёрок пришёл к финишу вторым, пропустив вперёд только экипаж из Великобритании, и тем самым завоевал серебряную олимпийскую медаль.
После лос-анджелесской Олимпиады Бах больше не показывал сколько-нибудь значимых результатов в академической гребле на международной арене.